# مارفن كينج
ولد مارفن أليستر كينج عام 1948 وحصل كينج على شهادته الجامعية الأولى في الاقتصاد عام 1969 من جامعة كامبريدج.
قام كينج بعد ذلك بالتدريس في جامعة كامبريدج وجامعة بريمنجهام. كما وعمل كبروفسور زائر في جامعة هارفارد ومعهد ماساشوستز للتكنولوجيا حيث تشارك في نفس المكتب مع البروفسور المساعد في تلك الفترة بن برنانكي (رئيس الفدرالي الأمريكي حاليا). ومن ثم عمل كبروفسور في الاقتصاد في مدرسة لندن للاقتصاد.
انضم كينج في عام 1991 لبنك إنجلترا ليعمل ككبير للاقتصاديين ومدير تنفيذي. وتم تعينه كنائب لمحافظ بنك إنجلترا في عام 1997 لتبدأ مهام منصبه الجديد في يونيو 1998 حيث أصبح في العام نفسه عضوا في ما يعرف بمجموعة الثلاثين وهي مجموعة الاستشارات المالية المؤثرة والتي تتخذ من واشنطن مقرا لها.
تم تعيين كينج كمحافظ لبنك إنجلترا في 30 يونيو 2003 خلفا لمحافظ البنك السابق السير ادوار جورج. وعرف عن كينج بتوجهه إلى السياسة التشددية للسياسة النقدية.
يعتبر كينج من الشخصيات عالية التأثير في الأسواق المالية عامة وأسواق العملات (الفوركس) بشكل خاص مع المهام الكبيرة التي يتولاها والتي تحدد السياسات النقدية التي يتخذها بنك إنجلترا. وتعتبر خطاباته هامة للغاية لما يمكن أن تحمله من مفاجآت أو تلميحات عن السياسة النقدية القادمة لبنك إنجلترا.

## روابط خارجية
- مارفن كينج على موقع الموسوعة البريطانية (الإنجليزية)
- مارفن كينج على موقع مونزينجر (الألمانية)